# Robert Als
Robert Als (Kleinbettingen, 12 de febrer de 1897 - Ciutat de Luxemburg, 14 de febrer de 1991) fou un jurista, diplomàtic i polític luxemburguès.

## Biografia cronològica
- 1921-1922: President de l'Associació General d'Estudiants Luxemburguesos.
- 23 de febrer de 1944-14 de novembre de 1945: Ministre de l'Interior al Govern d'Alliberament.
- 14 de desembre de 1945-25 de març de 1947 (dimissió): Membre del Consell d'Estat de Luxemburg.[1]
- 1947-1952: Ambaixador de Luxemburg a Brussel·les
- 1955-1962: Ambaixador de Luxemburg a París.
- 1963-1969: Membre del Banc General de Luxemburg.

## Honors
- Gran Oficial de l'Orde de la Corona de Roure.[2]